# 7 Weeks: Live in America, 2003
7 Weeks: Live in America, 2003 è un live album degli Stryper pubblicato il 18 maggio 2004 per l'Etichetta discografica Fifty Three Five Records.

## Tracce
1. Sing along Song – 5:07
2. Makes me Wanna Sing – 4:10
3. Calling on You – 3:45
4. Free – 3:39
5. More than a Man – 4:34
6. Caught in the Middle – 4:12
7. Reach Out – 5:28
8. Loud N' Clear – 3:53
9. The Way – 3:50
10. Soldiers Under Command – 5:23
11. To Hell With the Devil – 5:56
12. Honestly – 4:15
13. Winter Wonderland – 3:39
14. Closing Prayer – 6:01

## Formazione
- Michael Sweet - voce, chitarra
- Oz Fox - chitarra, voce
- Tracy Ferrie - basso
- Robert Sweet - batteria